# 米爾內 (敖得薩區)
46°28′9″N 30°22′21″E / 46.46917°N 30.37250°E
米爾內（烏克蘭語：Мирне）是位於烏克蘭西南部的村莊，由敖德萨州敖德萨区的比利亞伊夫卡市鎮負責管轄。該村始建於1829年，面積2.24平方公里，海拔高度44米，2001年人口2,443，人口密度每平方公里1,090.63人。